# Neues Schloss Rauschenberg

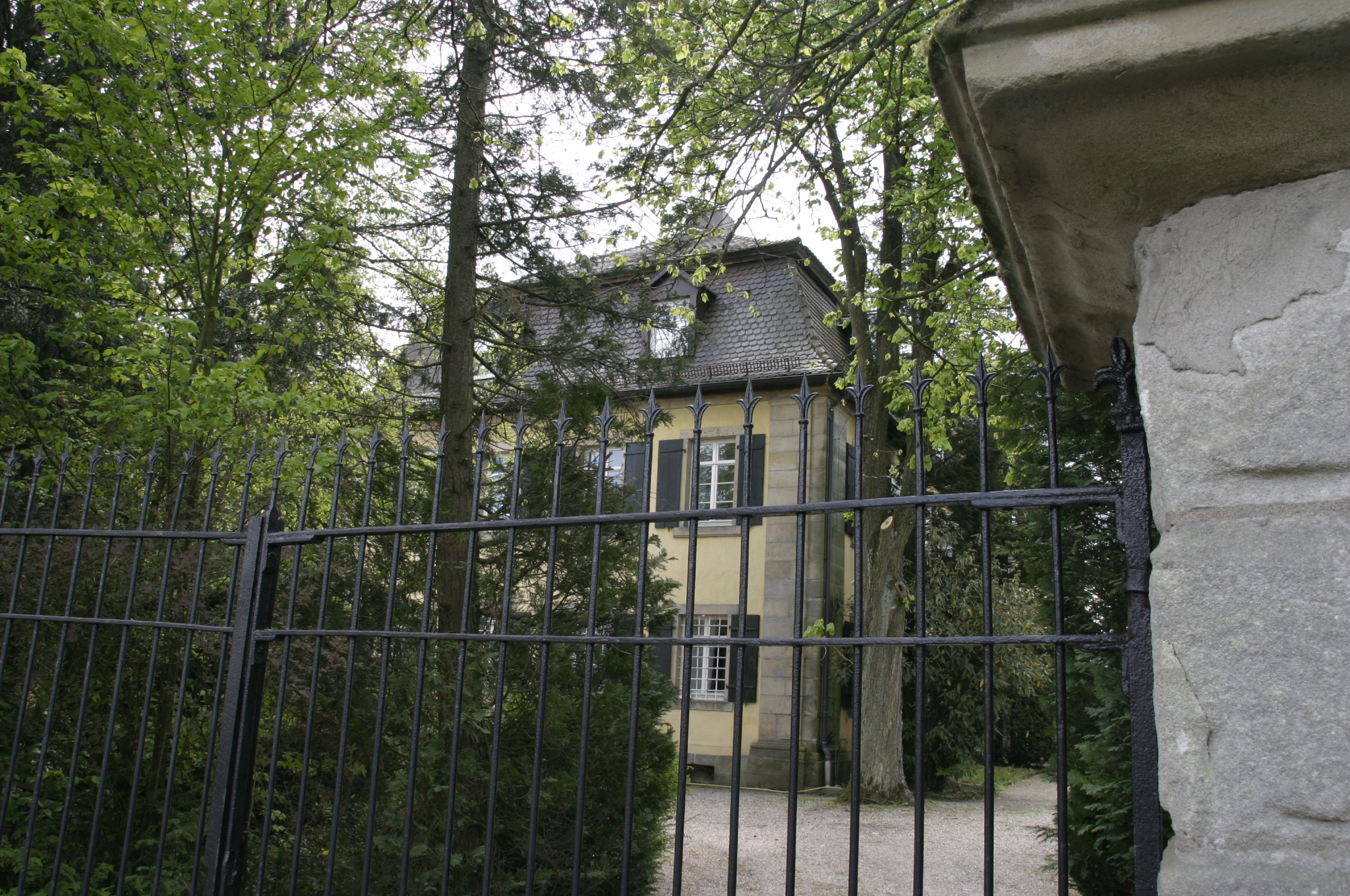
Neues Schloss Rauschenberg

Das Neue Schloss Rauschenberg ist ein denkmalgeschütztes Bauwerk, das im Gemeindeteil Rauschenberg des Marktes Dachsbach im Landkreis Neustadt an der Aisch-Bad Windsheim in Mittelfranken in Bayern steht. Das Gebäude ist unter der Denkmalnummer D-5-75-117-16 als Baudenkmal in die Bayerische Denkmalliste eingetragen.

## Beschreibung
Das zweigeschossige, giebelständige, mit einem Mansarddach bedeckte Bauwerk aus 12 Fensterachsen wurde 1763–65 unter Georg Erasmus Wurster
erbaut, nachdem die Herrschaft von den Creutzberg erworben wurde. In der Mitte der Längsseiten befindet sich jeweils ein zweiachsiger Risalit, der mit einem Zwerchhaus bedeckt ist. Die Ecken des Gebäudes sind mit Pilastern verziert. Die Säle sind mit Ornamenten aus der Bauzeit versehen.